# Архиепархия Сауримо
Архиепархия Сауримо (лат. Archidioecesis Saurimoensis) — архиепархия Римско-Католической церкви с центром в городе Сауримо, Ангола. В митрополию Сауримо входят епархии Дундо и Луэны.  Кафедральным собором  архиепархии Суаримо является церковь Пресвятой Девы Марии.

## История
10 августа 1975 года Римский папа Павел VI издал буллу «Ut apostolicum», которой учредил епархию Генрик-де-Карвальо, выделив её из епархии Маланже (сегодня – Архиепархия Маланже). В этот же день епархия епархия Генрик-де-Карвальо в митрополию Луанды.
16 мая 1979 года епархия Генрик-де-Карвальо была переименована в епархию Сауримо.
9 ноября 2001 года епархия Сауримо передала часть своей территории для возведения  епархии Дундо.
12 апреля 2011 года епархия Римский папа Бенедикт XVI издал буллу «Quandoquidem accepimus», которой возвёл епархию Сауримо в ранг архиепархии.

## Ординарии епархии
- епископ Manuel Franklin da Costa (10.05.1975 – 3.02.1977) – назначен архиепископом Уамбо;
- епископ Pedro Marcos Ribeiro da Costa (3.02.1977 – 15.01.1997);
- епископ Eugenio Dal Corso P.S.D.P.[1] (15.01.1997 – 18.02.2008) – назначен епископом Бенгелы;
- архиепископ Жозе Мануэль Имбамба (12.04.2011 – по настоящее время).

## Источник
- Annuario Pontificio, Libreria Editrice Vaticana, Città del Vaticano, 2010, ISBN 88-209-7422-3
- Булла  Ut apostolicum Архивная копия от 3 марта 2016 на Wayback Machine, AAS 67 (1975), стр. 564  (лат.)
- булла Quandoquidem accepimus Архивная копия от 19 июля 2013 на Wayback Machine  (лат.)